# دارکوب‌های خالدار میانی
دارکوب‌های خالدار میانی (نام علمی: Dendrocoptes) یک سرده از دارکوب‌ها در خانواده دارکوبان و بومی اوراسیا است. جثۀ آن‌ها از دارکوب‌های خالدار کوچک بزرگ‌تر اما از دارکوب‌های خالدار بزرگ کوچک‌تر است.
این سرده سه گونه دارد.